# Portugals Grand Prix 1959
Portugals Grand Prix 1959 var det sjunde av nio lopp ingående i formel 1-VM 1959. Detta var det första och enda F1-loppet som kördes på Monsanto Park Circuit.

## Resultat
1. Stirling Moss, R R C Walker (Cooper-Climax), 8 poäng + 1 poäng för snabbaste varv
2. Masten Gregory, Cooper-Climax, 6
3. Dan Gurney, Ferrari, 4
4. Maurice Trintignant, R R C Walker (Cooper-Climax), 3
5. Harry Schell, BRM, 2
6. Roy Salvadori, Aston Martin
7. Ron Flockhart, BRM
8. Carroll Shelby, Aston Martin
9. Tony Brooks, Ferrari
10. Mario Araujo de Cabral, Scuderia Centro Sud (Cooper-Maserati)

### Förare som bröt loppet
- Bruce McLaren Cooper-Climax (varv 38, transmission)
- Jack Brabham, Cooper-Climax (23, transmission)
- Joakim Bonnier, BRM (10, motor)
- Phil Hill, Ferrari (5, olycka)
- Graham Hill, Lotus-Climax (5, olycka)
- Innes Ireland, Lotus-Climax (3, växellåda)